# 호딴따이
호딴따이(베트남어: Hồ Tấn Tài, 1997년 11월 6일 ~ )는 베트남의 축구 선수로 현재 빈딘 FC에서 라이트백으로 활약하고 있다.

## 클럽 경력
2017년 연고팀인 빈딘 FC 입단을 통해 프로에 입문한 뒤 2018년까지 활동하며 팀의 2017 시즌 3부 리그 우승 및 차기 시즌 2부 리그 승격에 일조했고 2018 시즌 종료 후 베카멕스 빈즈엉으로 이적했다.
빈즈엉으로 이적 후 2021 시즌에 코로나19 범유행으로 리그가 중단될 때까지 팀의 주축 수비수로 활약하는 동안 BTV컵 2회 우승(2019, 2021)에 일조한 뒤 2022 시즌을 앞두고 빈딘 FC로 복귀했다.

## 국가대표팀 경력
베트남 U-20 대표팀의 일원으로 2016년 AFC U-19 챔피언십 4강 진출 및 2017년 FIFA U-20 월드컵 본선 진출의 성과를 거둔 이후 베트남 U-23 대표팀 소속으로 2019년 동남아시아 경기 대회에 출전하여 베트남의 60년만의 동남아시아 경기 대회 금메달이자 U-23 대표팀 최초의 금메달에 기여했으며 베트남 성인대표팀 소속으로 2019년 AFC 아시안컵 본선 엔트리에 발탁되어 비록 1경기도 출전하지 못했지만 팀의 12년만의 아시안컵 8강 진출의 업적을 함께 했다.
그 후 2021년 베트남 성인대표팀에 재합류하여 같은 해 10월 7일 열린 중국과의 2022년 FIFA 월드컵 아시아 지역 최종 예선 B조 3차전에서 국제 A매치 데뷔골을 터뜨렸고 이후 2022년 2월 1일 또 다시 중국을 상대로 홈에서 열린 8차전에서 선제골을 터뜨리며 베트남 축구 역사상 월드컵 지역 최종 예선 첫 승이자 동남아시아 최초의 월드컵 지역 최종 예선 승리에 이바지했다.

## 수상

### 클럽
빈딘 FC
- 베트남 3부 리그 : 우승 (2017)

베카멕스 빈즈엉
- V리그 1 : 4위 (2019)
- BTV컵 : 우승 (2019, 2021)

### 국가대표팀
베트남 U-20
- AFC U-20 아시안컵 : 4강 (2016)

 베트남 U-23
- 동남아시아 경기 대회 : 금메달 (2019)